# Carretera Estatal de Idaho 39
La Carretera Estatal de Idaho 39, y abreviada SH 39 (en inglés: Idaho State Highway 39) es una carretera estatal estadounidense ubicada en el estado de Idaho. La carretera inicia en el sur desde la I 86     en American Falls hacia el norte en la US 26     en Blackfoot. La carretera tiene una longitud de 85,2 km (52.924 mi).

## Mantenimiento
Al igual que las autopistas interestatales, y las rutas federales y el resto de carreteras estatales, la Carretera Estatal de Idaho 39 es administrada y mantenida por el Departamento de Transporte de Idaho por sus siglas en inglés ITD.